# Tsjechië op het Eurovisiesongfestival 2007

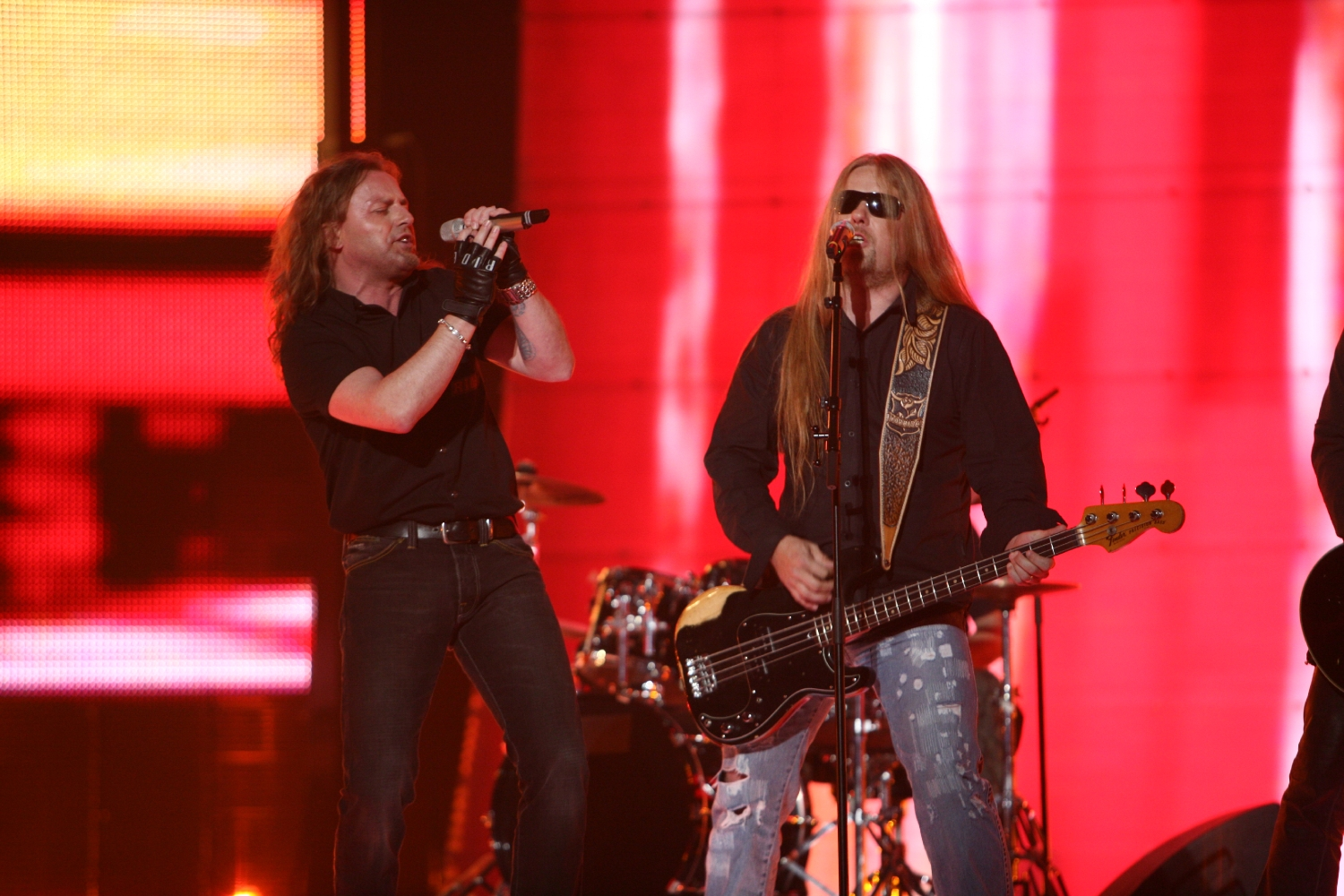
Kabat op het songfestival 2007

Tsjechië koos hun inzending voor het Eurovisiesongfestival 2007 via een nationale finale, Eurosong, gehouden 10 maart 2007. Het was de eerste deelname van het land op het festival. Česká televize was verantwoordelijk voor de inzending van het land in 2007.

## Selectieprocedure
Nadat in April 2006 bekendraakte dat de zender een kandidaat zou sponsoren voor het Eurovisiesongfestival 2007, ging men op zoek naar een geschikte kandidaat. In januari 2007 geraakte een lijst van 10 kandidaten bekend, de namen volgden op 14 februari 2007.
De meeste acts waren zelf gecontacteerd door de zender op basis van hun succes in het land. Echter weigerden er ook een aantal grote namen.
Ondanks dat de finale pas werd uitgezonden op 10 maart 2007, waren de liedjes al vroeger vrijgegeven voor het grote publiek. Vanaf 23 februari 2007 kon het publiek thuis al stemmen via SMS.
Op 10 maart 2007 werd de finale live uitgezonden vanuit de Prague Exhibition Place. Na de 9 artiesten werd een korte pauze ingelast en daarna werd bekendgemaakt dat Kabat de finale had gewonnen.

| Volgorde | Artiest        | Lied                 | Punten | Plaats |
| -------- | -------------- | -------------------- | ------ | ------ |
| 1        | Vlasta Horváth | "Adios"              | -      | -      |
| 2        | L.B.P.         | "Story of Life"      | 15907  | 4      |
| 3        | Petr Kolář     | "Přísahám"           | -      | -      |
| 4        | Lili Marlene   | "Žena ze stínadel"   | -      | -      |
| 5        | Gipsy.cz       | "Muloland"           | 25257  | 2      |
| 6        | Petr Bende     | "Zaklínám své moře"  | -      | -      |
| 7        | Helena Zeťová  | "Love me again"      | 12538  | 5      |
| 8        | Sámer Issa     | "When I am with her" | 16233  | 3      |
| 9        | Kabát          | "Malá dáma"          | 28343  | 1      |

## In Helsinki
Op het festival zelf in Finland moest Tsjechië aantreden als 16de, net na Servië en voor Portugal.
Op het einde van de avond bleek dat Polen op een 28ste en laatste plaats was geëindigd met een totaal van slechts 1 punt, wat niet genoeg was om de finale te behalen.
België en Nederland hadden geen punten over voor deze inzending.

### Gekregen punten

#### Halve Finale
| 12 punten | 10 punten | 8 punten | 7 punten | 6 punten  |
| --------- | --------- | -------- | -------- | --------- |
|           |           |          |          |           |
| 5 punten  | 4 punten  | 3 punten | 2 punten | 1 punt    |
|           |           |          |          | - Estland |

### Punten gegeven door Tsjechië

#### Halve Finale
Punten gegeven in de halve finale:
| 12 punten | Servië          |
| 10 punten | Bulgarije       |
| 8 punten  | Hongarije       |
| 7 punten  | Andorra         |
| 6 punten  | Noord-Macedonië |
| 5 punten  | Wit-Rusland     |
| 4 punten  | Slovenië        |
| 3 punten  | Letland         |
| 2 punten  | Israël          |
| 1 punt    | Turkije         |

#### Finale
Punten gegeven in de finale:
| 12 punten | Oekraïne              |
| 10 punten | Armenië               |
| 8 punten  | Servië                |
| 7 punten  | Bulgarije             |
| 6 punten  | Rusland               |
| 5 punten  | Noord-Macedonië       |
| 4 punten  | Bosnië en Herzegovina |
| 3 punten  | Griekenland           |
| 2 punten  | Wit-Rusland           |
| 1 punt    | Georgië               |

2007 · 2008 · 2009 · 2010-2014 · 2015 · 2016 · 2017 · 2018 · 2019 · 2020 · 2021 · 2022 · 2023 · 2024 · 2025